# Бой при Тульче
Бой при Тульче — один из боёв во время Крымской войны, произошедший 11 (23) марта 1854 года в ходе переправы российских войск Южной армии через Дунай.
Переправа русской Южной армии М. Д. Горчакова через Дунай, начавшаяся 11 (23) марта 1854 года у Браилова и Галаца, проходила почти беспрепятственно со стороны османских войск, и к вечеру 12 (24) марта основные силы армии закрепились на южном берегу реки. Несравненно труднее была переправа через нижний Дунай напротив Тульчи отряда генерал-лейтенанта А. К. Ушакова. 
Для переправы были собраны 147 лодок и 4 парома. Переправу поддерживала гребная Дунайская флотилия (15 канонерских лодок) и две береговые батареи с 12 пушками и 4 мортирами. Войска были сосредоточены на острове Четале. 
В 5:30 утра 11 (23) марта русская артиллерия открыла огонь по противнику и ослабила огонь его батарей. В 10 утра десантные суда с размещёнными в них солдатами двинулись к месту переправы и, несмотря на огонь турок, высадились на берег. По мере высадки войска сразу же двигались вперед. После непродолжительной перестрелки цепь стрелков, поддержанная резервами, опрокинула турок за Сомово-гирло и захватила мост, не дав противнику времени разрушить его. 
К 4 часам дня турки сконцентрировались на высотах Старой Тульчи и стали получать подкрепления из Исакчи. Генерал Ушаков, чтобы обеспечить к ночи свои правый фланг и переправу, приказал штурмовать турецкие береговые батареи, ослабленными артиллерийским обстрелом. Ближайшая батарея была взята штурмом. Попытка двух батальонов взять вторую (сомкнутую) батарею и прикрывающие её пять траверсов окончилась неудачей: солдаты залегли во рвах и за деревьями, обстреливаемые турками. Прибытие подкрепления из трёх батальонов и совместная атака в штыки позволила к 10 часам вечера захватить все османские укрепления. Большая часть защитников была переколота.
Штурм турецких батарей и истребление их защитников навели на противника панический страх. В ту же ночь и на следующее утро турки оставили позицию у Тульчи, бросили все ретраншементы у Исакчи и напротив Сатуновской плотины, и бежали к Бабадагу. 12 (24) марта российские войска заняли Тульчу. В тот же день казаки отряда генерал-майора Толстого, назначенного для демонстрации, вошли в Исакчу.